# Colar de Ouro ao Mérito Desportivo
O Colar de Ouro ao Mérito Desportivo é a condecoração desportiva mais importante e prestigiosa atribuída pelo Comitê Olímpico Nacional Italiano (CONI). Foi estabelecida em 1995 e, desde então, é concedida todos os anos à atletas, dirigentes e clubes.
De 1995 a 2013, a condecoração era atribuída somente uma vez, com os agraciados recebendo posteriormente o Diploma de Honra. No entanto, esta restrição foi derrubada em 2014.
O Colar de Ouro é concedido aos atletas campeões mundiais e olímpicos, dirigentes que prestigiem o desporto italiano há mais de quarenta anos e detentores da Estrela ao Mérito Desportivo e clubes constituídos há pelo menos cem anos e em atividade à data da proposta de atribuição.